# Szaniszló község
Szaniszló község (románul: Comuna Sanislău) község Szatmár megyében, Romániában. Központja Szaniszló, beosztott falvai Károlyipuszta, Újmárna.

## Népessége
A 2011-es népszámlálás adatai alapján a község népessége 3515 fő volt.

## Története
2004-ben kivált a községből Csomaköz, Bere és Ponyváspuszta, amelyekből megalakították az önálló Csomaköz községet.